# Егорова, Елена Георгиевна
Елена Георгиевна Егорова (9 [22] января 1905 — 1 августа 1971) — советская актриса, заслуженная артистка РСФСР (1935).

## Биография
Елена Георгиевна Егорова родилась 22 января 1905 года.
В 1921-1924 годах училась в частных киношколах Ивановского А.В. и Чайковского Б.В.
В 1933—1934 годах — в актёрской школе под руководством  Б.Зона при к/ст «Ленфильм».
С 1924 года играла в коллективе «Арткино».
В 1936-1942 годах — актриса Ленинградского Театра Балтфлота.
С 1945 года — актриса Театра-студии киноактёра в Москве.
Член КПСС с 1946 года.
В кино — с 1924 года, автор киномонографии «Моя профессия».
Умерла 1 августа 1971 года. Похоронена на Ваганьковском кладбище.

## Творчество

### Фильмография
- 1918 — Масоны
- 1922 — Шведская спичка — жена станового
- 1924 — Красный тыл — Луиза
- 1925 — Волки — Арина
- 1925 — Чудесная книжка — жена рабочего
- 1926 — Катерина Измайлова — Катерина
- 1927 — Золотое руно — Лушка
- 1927 — На дальнем берегу — Маша Каратаева
- 1927 — Ордер на жизнь — Маргарита
- 1928 — Лихое золото — Марфа
- 1928 — Луна слева — Манька
- 1929 — Больные нервы — жена Батурина
- 1929 — Каин и Артем — женщина
- 1930 — Поворот — Улька
- 1932 — Блестящая карьера — Анна Сарчевская
- 1932 — Враг у порога — Дарья
- 1934 — Счастье — Анна
- 1937 — Великий гражданин — секретарша Карташова
- 1938 — Враги — Даша
- 1939 — Моряки — Ольга Ивановская
- 1947 — Мальчик с окраины — Елена Георгиевна
- 1948 — Первоклассница — директор школы
- 1950 — В мирные дни — мама Орлова
- 1956 — Тень на дороге — эпизод
- 1957 — Цель его жизни
- 1959 — Любой ценой

### Озвучивание
- 1952 — Покорители вершин
- 1955 — Встреча
- 1956 — Мост
- 1957 — Я скажу правду
- 1958 — Тени ползут

## Награды и премии
- Медаль «За трудовую доблесть» (6 марта 1950) — за выдающиеся заслуги в развитии советской кинематографии, в связи с 30-летием[4]
- Заслуженный артист РСФСР (1935)